# 亞納科查山 (基斯皮坎奇省)
13°38′55″S 70°44′01″W / 13.64861°S 70.73361°W
亞納科查山（Yanaqucha），是秘魯的山峰，位於該國南部庫斯科大區，由基斯皮坎奇省的馬爾卡帕塔區和卡曼蒂區負責管轄，屬於安地斯山脈的一部分，海拔高度約4,800米。